# Isidoro San José
Isidoro San José Pozo (Madrid, 27 de octubre de 1955) es un exfutbolista español que jugaba como defensa. Principalmente desenvuelto en el lateral derecho, podía también cubrir el flanco izquierdo, y ocupar otras demarcaciones como la de centrocampista defensivo.

## Trayectoria
Ingresó en las categorías inferiores del Real Madrid Club de Fútbol en 1968, hasta debutar con el primer equipo en 1974, en los cuartos de final de la Copa de España. Con participación testimonial, continuó su formación en el equipo filial, el Castilla Club de Fútbol, las dos siguientes temporadas. Allí participó en 75 encuentros antes de pasar a formar parte del primer equipo para la temporada 1976-77.

## Selección nacional
San José es internacional en todas las categorías: juveniles, olímpica, Sub-21 y Selección Absoluta. En cada categoría juega la competición más importante: Campeonato de Europa de juvenil, Juegos Olímpicos de Montreal 1976 y Mundial de fútbol de Argentina 1978 jugando los tres partidos, siendo eliminado en la fase de grupos (una victoria, una derrota y un empate). En categoría absoluta es 13 veces internacional.

## Estadísticas

### Clubes
Datos actualizados a fin de carrera deportiva.
| Real Madrid C. F. | 1973-74       | 1.ª           | —   | — | 2  | — | —  | — | 2   | 0  | 0    |
| Castilla C. F.    | 1974-75       | 3.ª           | 32  | 2 | 5  | — | —  | — | 37  | 2  | 0.05 |
| Castilla C. F.    | 1975-76       | 3.ª           | 36  | — | 2  | — | —  | — | 38  | 0  | 0    |
| Castilla C. F.    | Total club    | Total club    | 68  | 2 | 7  | 0 | 0  | 0 | 75  | 2  | 0.03 |
| Real Madrid C. F. | 1976-77       | 1.ª           | 3   | — | —  | — | —  | — | 3   | 0  | 0    |
| Real Madrid C. F. | 1977-78       | 1.ª           | 32  | 1 | 8  | — | —  | — | 40  | 1  | 0.03 |
| Real Madrid C. F. | 1978-79       | 1.ª           | 28  | 1 | 7  | — | 4  | — | 39  | 1  | 0.03 |
| Real Madrid C. F. | 1979-80       | 1.ª           | 19  | — | —  | — | 4  | — | 23  | 0  | 0    |
| Real Madrid C. F. | 1980-81       | 1.ª           | 1   | — | 4  | — | —  | — | 5   | 0  | 0    |
| Real Madrid C. F. | 1981-82       | 1.ª           | 24  | — | 7  | — | 5  | — | 36  | 0  | 0    |
| Real Madrid C. F. | 1982-83       | 1.ª           | 18  | 1 | 12 | 2 | 5  | 1 | 35  | 4  | 0.11 |
| Real Madrid C. F. | 1983-84       | 1.ª           | 28  | — | 9  | 1 | 2  | — | 39  | 1  | 0.03 |
| Real Madrid C. F. | 1984-85       | 1.ª           | 24  | — | 5  | — | 11 | — | 40  | 0  | 0    |
| Real Madrid C. F. | 1985-86       | 1.ª           | 6   | — | 2  | — | 1  | — | 9   | 0  | 0    |
| Real Madrid C. F. | Total club    | Total club    | 183 | 3 | 56 | 3 | 32 | 1 | 271 | 7  | 0.03 |
| R. C. D. Mallorca | 1986-87       | 1.ª           | 17  | — | 4  | 1 | —  | — | 21  | 1  | 0.05 |
| Daimiel C. F.     | 1987-88       | 2.ª B         | 21  | 1 | —  | — | —  | — | 21  | 1  | 0.05 |
| Total carrera     | Total carrera | Total carrera | 289 | 6 | 67 | 4 | 32 | 1 | 388 | 11 | 0.03 |
| 1. 2. 3.          |               |               |     |   |    |   |    |   |     |    |      |

## Palmarés
| Títulos nacionales | Club              | Año  |
| ------------------ | ----------------- | ---- |
| Campeonato de Liga | Real Madrid C. F. | 1976 |
| Campeonato de Liga | Real Madrid C. F. | 1978 |
| Campeonato de Liga | Real Madrid C. F. | 1979 |
| Campeonato de Liga | Real Madrid C. F. | 1980 |
| Copa               | Real Madrid C. F. | 1980 |
| Copa               | Real Madrid C. F. | 1982 |
| Copa de la Liga    | Real Madrid C. F. | 1985 |
| Campeonato de Liga | Real Madrid C. F. | 1986 |

| Títulos internacionales | Club        | Año  |
| ----------------------- | ----------- | ---- |
| Copa de la UEFA         | Real Madrid | 1985 |
| Copa de la UEFA         | Real Madrid | 1986 |